# Polkton
Polkton is een plaats (town) in de Amerikaanse staat North Carolina, en valt bestuurlijk gezien onder Anson County.

## Demografie
Bij de volkstelling in 2000 werd het aantal inwoners vastgesteld op 1195.
In 2006 is het aantal inwoners door het United States Census Bureau geschat op 2874, een stijging van 1679 (140,5%).

## Geografie
Volgens het United States Census Bureau beslaat de plaats een oppervlakte van
7,1 km², geheel bestaande uit land. Polkton ligt op ongeveer 102 m boven zeeniveau.

## Plaatsen in de nabije omgeving
De onderstaande figuur toont nabijgelegen plaatsen in een straal van 20 km rond Polkton.